# Матюшина (река)
Матюшина — река в России, протекает по Воронежской и Ростовской областям. Левый приток Дона.

## География
Река Матюшина берёт начало у хутора Огарев Петропавловского района Воронежской области. Течёт на юг по открытой местности. Устье реки находится у хутора Поповка Верхнедонского района Ростовской области в 939 км от устья Дона. Длина реки составляет 38 км, площадь водосборного бассейна — 482 км².

## Данные водного реестра
По данным государственного водного реестра России относится к Донскому бассейновому округу, водохозяйственный участок реки — Дон от города Павловск и до устья реки Хопёр, без реки Подгорная, речной подбассейн реки — бассейны притоков Дона до впадения Хопра. Речной бассейн реки — Дон (российская часть бассейна).
Код объекта в государственном водном реестре — 05010101212107000004942.